# Leopold Gegenbauer
Leopold Bernhard Gegenbauer (né le 2 février 1849 à Asperhofen et mort le 3 juin 1903 à Gießhübl) est un mathématicien autrichien, connu pour ses travaux en algèbre.

## Biographie
Leopold Gegenbauer est le fils de Viktorin Gegenbauer, un chirurgien, et d'Amalie Zeitzem. Il fait ses études à l'université de Vienne entre 1869 et 1873. Il continue ensuite à Berlin où il étudie entre 1873 et 1875, sous la tutelle de Karl Weierstrass et Leopold Kronecker.
Après avoir obtenu son diplôme à Berlin, Gegenbauer est suggéré pour le poste de professeur extraordinaire à l'université de Tchernowitz en 1875. La ville, dans les hauts de la rivière Prout dans les collines des Carpates, était alors dans le territoire de l'Empire austro-hongrois mais est devenue roumaine après la Première Guerre mondiale, avant d'être renommée Tchernivtsi, en devenant une ville ukrainienne en 1944. L'université de Tchernowitz a été fondée en 1875 et Gegenbauer en est le premier professeur de mathématiques. Il y reste trois ans avant de partir pour l'université d'Innsbruck, pour un poste identique, où il travaille avec Otto Stolz.  
Après trois ans à Innsbruck, Gegenbauer est nommé professeur à temps complet en 1881, puis part pour l'université de Vienne en 1893. Lors de l'année 1897–1898, il est nommé doyen de l'université. Il reste à Vienne jusqu'à sa mort. Parmi ses étudiants à Vienne, on trouve le slovène Josip Plemelj, l'américain James Pierpont, Ernst Fischer et Lothar von Rechtenstamm.

## Travaux
Gegenbauer s'est intéressé à de nombreux domaines, comme la théorie des nombres, l'analyse complexe et la théorie de l'intégration, mais son domaine principal est l'algèbre. Il est connu pour les polynômes de Gegenbauer, une famille de polynômes orthogonaux. Ils sont obtenus par une série hypergéométrique dans les cas où la série est finie. Les polynômes de Gegenbauer sont solutions d'une équation différentielle et sont une généralisation des polynômes associés de Legendre.
Gegenbauer a aussi donné son nom à des fonctions arithmétiques étudiées en théorie analytique des nombres. Les fonctions de Gegenbauer Ρ et ρ (notées donc avec la lettre grecque rho) sont définies ainsi:
{\displaystyle P_{a,r}(n):=\sum _{d\,\mid \,n;d^{1/r}\in \mathbb {N} }d^{a}=:n^{a}\rho _{-a,r}(n)}
En 1973, dans le quartier de Floridsdorf à Vienne (21. Bezirk), une rue a été nommée Gegenbauerweg en son honneur.

### Contributions principales
- Einige Sätze über Determinanten hohen Ranges, 1890
- Über den größten gemeinsamen Theiler, 1892